# Mnichov (Chebi járás)
Mnichov (németül Einsiedl) község Csehországban a Karlovy Vary-i kerület Chebi járásában. Közigazgatásilag hozzá tartoznak Rájov (Rojau) és Sítiny (Rauschenbach) települések.

## Története
Első írásos említése 1273-ból származik. 1437-ben városi rangot kapott. Lakosainak száma 1856-ban 1137 volt.

## Nevezetességei
- A Szent Péter és Pál tiszteletére szentelt templomot 1725-ben építették.
- A Notre Dame nővérek zárdáját és leánynevelő iskoláját 1856-ban építették, ma gyermekotthon.
- Planý vrch természetvédelmi terület

## Népesség
A település népessége az elmúlt években az alábbi módon változott:
| Lakosok száma | 2263 | 2233 | 1947 | 409  | 463  | 407  | 401  | 407  | 392  | 392  |
|               | 1869 | 1900 | 1921 | 1961 | 1980 | 2014 | 2017 | 2020 | 2022 | 2025 |

## Fordítás

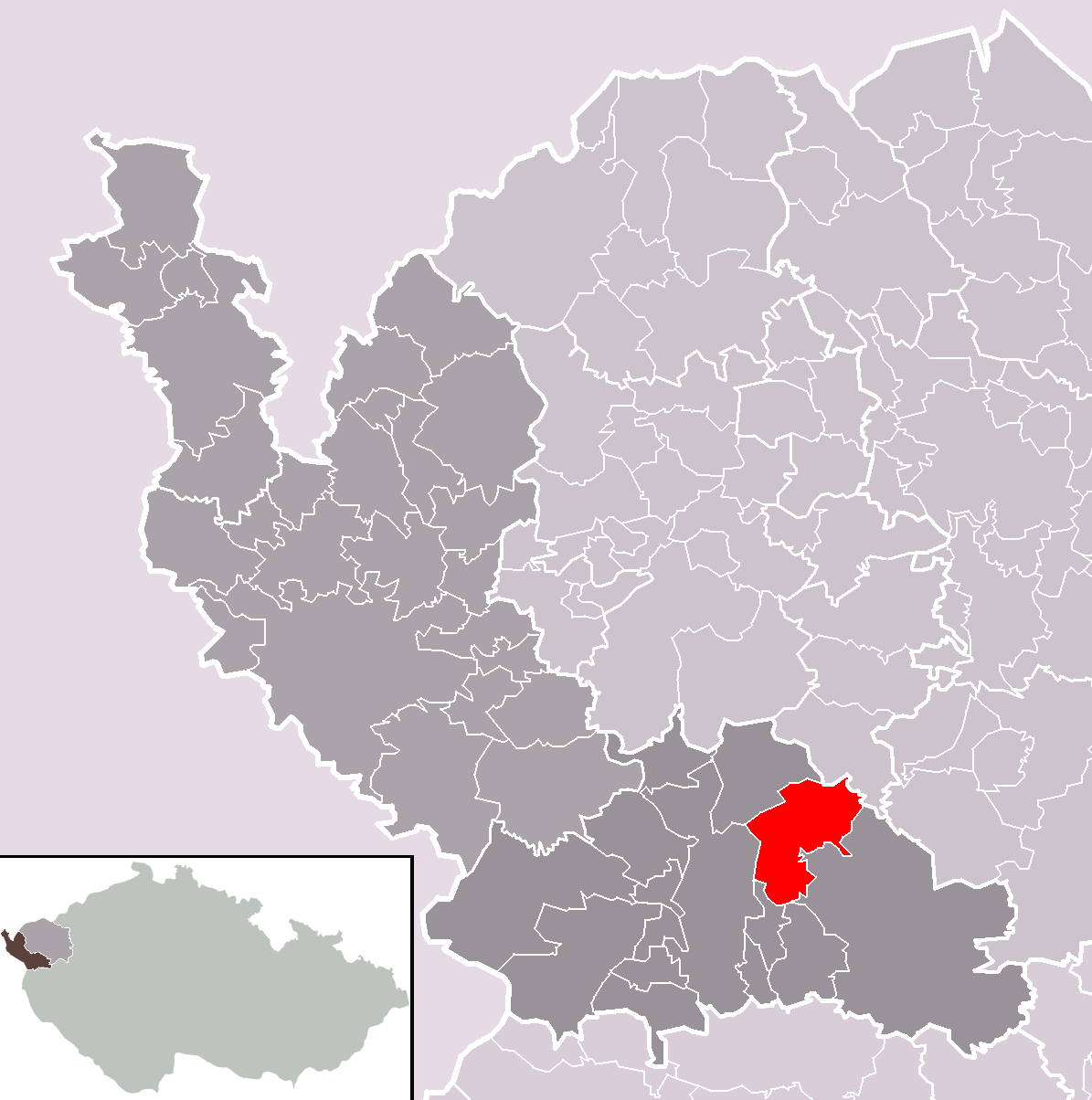
A község közigazgatási területe

Ez a szócikk részben vagy egészben a Mnichov u Mariánských Lázní című német Wikipédia-szócikk ezen változatának fordításán alapul.  Az eredeti cikk szerkesztőit annak laptörténete sorolja fel. Ez a jelzés csupán a megfogalmazás eredetét és a szerzői jogokat jelzi, nem szolgál a cikkben szereplő információk forrásmegjelöléseként.